# Episodi di The Office (terza stagione)
La terza stagione della serie televisiva The Office, composta da 25 episodi, è andata in onda negli Stati Uniti d'America dal 21 settembre 2006 al 17 maggio 2007 sul canale NBC.
In Italia è stata trasmessa in modo travagliato tra il 2007 e il 2012. La terza stagione è stata trasmessa su Sky Uno dal 16 settembre 2009 fino al 1º novembre 2009 mandando solo i primi venti episodi. Dal 27 luglio 2012 la stagione torna in onda su Joi che trasmette anche il 5 e il 12 ottobre 2012 gli ultimi episodi rimasti inediti. In chiaro è stata trasmessa dal 13 maggio al 12 giugno 2013 su Italia 2.
Il ventitreesimo episodio ha la durata speciale di 30 minuti.
| nº | Titolo originale                  | Titolo italiano                  | Prima TV USA      | Prima TV Italia  |
| -- | --------------------------------- | -------------------------------- | ----------------- | ---------------- |
| 1  | Gay Witch Hunt                    | Caccia ai gay                    | 21 settembre 2006 | 2009             |
| 2  | The Convention                    | Il convegno                      | 28 settembre 2006 | 2009             |
| 3  | The Coup                          | La lealtà di Dwight              | 5 ottobre 2006    | 2009             |
| 4  | Grief Counseling                  | Il dolore                        | 12 ottobre 2006   | 2009             |
| 5  | Initiation                        | L'imitazione di Cosby            | 19 ottobre 2006   | 2009             |
| 6  | Diwali                            | Diwali                           | 2 novembre 2006   | 2009             |
| 7  | Branch Closing                    | Licenziamenti                    | 9 novembre 2006   | 2009             |
| 8  | The Merger                        | La fusione                       | 16 novembre 2006  | 2009             |
| 9  | The Convinct                      | La prigione                      | 30 novembre 2006  | 2009             |
| 10 | A Benihana Christmas (part 1 e 2) | La festa di Natale (parte 1 e 2) | 14 dicembre 2006  | 2009             |
| 11 | A Benihana Christmas (part 1 e 2) | La festa di Natale (parte 1 e 2) | 14 dicembre 2006  | 2009             |
| 12 | Back from Vacation                | Rientro dalle vacanze            | 4 gennaio 2007    | 2009             |
| 13 | Traveling Salesman                | Le vendite                       | 11 gennaio 2007   | 2009             |
| 14 | The Return                        | A volte tornano                  | 18 gennaio 2007   | 2009             |
| 15 | Ben Franklin                      | Benjamin Franklin                | 1º febbraio 2007  | 2009             |
| 16 | Phyllis' Wedding                  | Il matrimonio di Phyllis         | 8 febbraio 2007   | 2009             |
| 17 | Business School                   | Scuola commerciale               | 15 febbraio 2007  | 2009             |
| 18 | Cocktails                         | Cocktail party                   | 22 febbraio 2007  | 25 ottobre 2009  |
| 19 | The Negotiation                   | La trattativa                    | 5 aprile 2007     | 31 ottobre 2009  |
| 20 | Safety Training                   | Missione sicurezza               | 12 aprile 2007    | 1º novembre 2009 |
| 21 | Product Recall                    | Fumetti scabrosi                 | 26 aprile 2007    | 5 ottobre 2012   |
| 22 | Women's Appreciation              | Capire le donne                  | 3 maggio 2007     | 5 ottobre 2012   |
| 23 | Beach Games                       | L'erede                          | 10 maggio 2007    | 5 ottobre 2012   |
| 24 | The Job (part 1 e 2)              | Il colloquio (1)                 | 17 maggio 2007    | 12 ottobre 2012  |
| 25 | The Job (part 1 e 2)              | L'assunzione (2)                 | 17 maggio 2007    | 12 ottobre 2012  |

## Caccia ai gay
- Titolo originale: Gay Witch Hunt
- Diretto da: Ken Kwapis
- Scritto da: Greg Daniels

### Trama
Durante la Casino Night, Jim confessa i propri sentimenti a Pam, e i due si baciano: ciononostante, Pam si dimostra ancora esitante, e rimane della volontà di sposare Roy, ragion per cui Jim decide di farsi da parte, abbandonando così la Dunder-Mifflin di Scranton, Pennsylvania. Diverso tempo dopo, ricominciano le riprese del documentario sull'azienda: il posto di Jim è stato preso da Ryan, ora assunto a tempo indeterminato; Dwight è felice dell'assenza di Jim; Pam è rimasta nubile, a causa di un ripensamento prima delle nozze, e ha cominciato a seguire il corso di graphic design a New York, mentre Roy, dopo un iniziale stato di depressione, è deciso a riconquistare l'ex fidanzata.
Alla sede di Scranton, Michael è alle prese con Toby per comportamenti apparentemente discriminatori verso Oscar, che ha confidato al collega la propria omosessualità. Michael, turbato dalla situazione, fatica a gestire la notizia nel rispetto della privacy di Oscar, finendo per mettere in uno stato d'allerta e pregiudizio l'intero ufficio. Michael convoca così una riunione d'ufficio per discutere del problema, ma finisce per aggravare la situazione con le sue opinioni stereotipate riguardo agli omosessuali. Jan, per tutelare l'azienda, offre così a Oscar una lunga vacanza e l'utilizzo dell'auto aziendale a patto di non ricevere querele.
Jim, nel frattempo, ha ottenuto un posto di lavoro come venditore presso la Dunder-Mifflin di Stamford, Connecticut. Qui, l'impiegato stringe amicizia con Andy Bernard, e comincia a tendergli scherzi simili a quelli con cui tormentava Dwight. Resta nel frattempo in contatto con Michael e Dwight, e continua seppur a distanza a deriderli a suon di scherzi.
- Altri interpreti: Ed Helms (Andy Bernard)

## Il convegno
- Titolo originale: The Convention
- Diretto da: Ken Whittingham
- Scritto da: Gene Stupnitsky e Lee Eisenberg

### Trama
Michael, accompagnato da Dwight, deve lasciare l'ufficio per Philadelphia per una convention di forniture per l'azienda, dove incontrerà nuovamente Jim Halpert assieme al suo nuovo capo, Josh. Per la sera stessa, Michael decide di organizzare un party nella sua stanza d'albergo, alla quale tuttavia non si trattiene nessun partecipante. Nonostante la delusione, Michael accoglie Jim, e i due discutono della sua dipartita da Scranton: Jim spiega, pertanto, di essersi trasferito a causa del rifiuto di Pam, pur essendo poi venuto a sapere della fine della relazione con Roy.
Nel frattempo, Pam sta ritornando sul mercato dei single: Kelly e Ryan le organizzano così un appuntamento con Allen, un vignettista del quotidiano locale di Scranton. A più riprese durante la giornata, però, Pam mostra di avere ancora in mente Jim, così l'appuntamento non riscuote il successo sperato. Nel mentre, Toby tenta con scarsa efficacia di approcciarsi a Pam.
- Altri interpreti: Charles Esten (Josh)

## La lealtà di Dwight
- Titolo originale: The Coup
- Diretto da: Greg Daniels
- Scritto da: Paul Lieberstein

### Trama
Di fronte all'ennesima prova di negligenza da parte di Michael come regional manager, Angela instilla in Dwight l'idea di poter svolgere un lavoro migliore di quello del suo attuale superiore. Dwight tenta così di incontrare segretamente Jan, venendo tuttavia scoperto da Michael. Anziché punirlo, Michael finge di essere all'oscuro della cospirazione di Dwight, e la asseconda proponendogli di diventare regional manager: la situazione sfugge però presto dalle mani di Michael, che nota un atteggiamento a tratti dittatoriale del suo dipendente. Così, Michael rivela il piano della sua vendetta, ma dopo prolungate suppliche Dwight riesce infine a salvarsi dal licenziamento.
A Stamford, intanto, Jim entra sempre più nei meccanismi di lavoro del nuovo ufficio, in cui il passatempo principale consiste in sessioni in multiplayer a Call of Duty. Proprio attraverso il videogioco, Jim riesce ad avvicinarsi a una dei nuovi colleghi, Karen Filippelli.
- Altri interpreti: Rashida Jones (Karen Filippelli)

## Il dolore
- Titolo originale: Grief Consueling
- Diretto da: Roger Nygard
- Scritto da: Jennifer Celotta

### Trama
Jan comunica a Michael l'inaspettato decesso di Ed Truck, il precedente datore di lavoro di Michael alla Dunder-Mifflin di Scranton, e la scoperta delle dinamiche della morte rende Michael ancora più triste. Per far fronte al lutto, Michael decide di organizzare una seduta di sfogo di gruppo, che va a monte a causa delle spiritosaggini di Kevin. Contestualmente, Michael incanala il suo dolore nel cadavere di un uccellino schiantatosi sulla vetrata dell'ufficio. Per consolarlo, Pam e gli altri dipendenti organizzano una pira funebre in onore dell'uccellino. Pam stessa, intanto, continua a ricevere attenzioni da Roy, con cui però cerca di mantenere un semplice rapporto amichevole.
A Stamford, diverse vicissitudini d'ufficio portano Jim e Karen a lavorare fianco a fianco: il passo perché i due comincino a conoscersi meglio è breve, e i due collaborano per la ricerca di una speciale confezione di patatine, dimostrando un alto grado di intesa reciproca.

## L'imitazione di Cosby
- Titolo originale: Initiation
- Diretto da: Randall Einhorn
- Scritto da: B. J. Novak

### Trama
A Stamford, Jim e Karen hanno una disputa a causa di una sedia cigolante che Jim ha rifilato a Karen: per risolvere la faccenda, Karen e Jim decidono di rifilare la sedia traballante a Andy, che, esasperato dal fastidio che il cigolio gli procura, fa emergere alcuni comportamenti sulla soglia della violenza.
Dwight viene incaricato di guidare Ryan nella conduzione della sua prima trattativa da salesman. L'impiegato prende molto seriamente la faccenda, e decide di sottoporre il proprio collega a un addestramento fisico ai limiti della sopportazione. Nel frattempo, Jan incarica Pam di sorvegliare Michael, e di annotare come si svolga la sua daily routine, per un controllo della sua produttività. Proprio a causa della pigrizia del proprio capo, però, Pam è costretta a trattenersi al lavoro fino a tarda sera: sul punto di lasciare l'ufficio, la segretaria risponde a un'ultima chiamata, e l'interlocutore si rivela essere Jim.

## Diwali
- Titolo originale: Diwali
- Diretto da: Miguel Arteta
- Scritto da: Mindy Kaling

### Trama
Kelly sta organizzando le celebrazioni per l'annuale Diwali, ma nessun membro dell'ufficio dà la propria disponibilità a partecipare alla festa stessa. Michael constata così che i suoi dipendenti covano un certo pregiudizio nei confronti della cultura indiana, così impone a ognuno di loro di presenziare alla festa, e organizza una seduta per la sensibilizzazione alle culture straniere. Michael decide di portare con sé Carol, che continua a frequentare da diverse settimane: galvanizzato dall'atmosfera di festa, Michael chiede a Carol di sposarlo, ricevendo però un due di picche.
A Stamford, Jim comincia a prendere l'abitudine di recarsi in ufficio in bicicletta. Durante un turno di lavoro, Jim, Andy e Karen sono costretti a rimanere in ufficio fino a tardi, così Andy propone un gioco alcolico che porta alla ubriacatura di lui e di Jim, mentre Karen riesce a rimanere sobria. Sarà proprio Karen a prendersi cura di Jim e a riportarlo a casa.

## Licenziamenti
- Titolo originale: Branch Closing
- Diretto da: Tucker Gates
- Scritto da: Michael Schur

### Trama
Jan comunica a Michael che i vertici della sezione nord orientale della Dunder-Mifflin hanno deciso di accorpare la sede di Scranton a quella di Stamford, e che sarà quest'ultima a sopravvivere. Michael accoglie la notizia con disperazione, senza rendersi conto della scarsa efficienza e produttività del suo personale: per queste ragioni, mentre i suoi dipendenti sono in preda al panico per sapere chi manterrà il proprio posto di lavoro e chi no, Michael decide di partire con Dwight per recarsi presso l'abitazione di David Wallace, CFO della Dunder-Mifflin, per richiedere l'annullamento della chiusura della sede di Scranton. Di fronte a questo stravolgimento degli eventi, Ryan decide di rompere con Kelly.
A Stamford, Jim accoglie con dispiacere la notizia dell'imminente chiusura della sede di Scranton, ma al tempo stesso teme di dover ritornare a contatto con alcuni ex-colleghi, mentre i suoi nuovi colleghi reagiscono con gioia: per questa ragione, Josh, il regional manager di Stamford, invita i propri dipendenti a non esaltarsi fintantoché non arrivi un comunicato ufficiale. Di lì a poco, infatti, quando Jan sta per proporre il ruolo di vice-regionale manager di Stamford a Jim, Josh dichiara al suo superiore di aver accettato un'offerta di lavoro per la Staples, mandando Jan su tutte le furie.
La decisione della dirigenza deve quindi cambiare: a sopravvivere sarà la sede di Scranton, dove verranno trasferiti alcuni membri dell'ufficio di Stamford. Jan continua a offrire il medesimo posto di lavoro a Jim, che, dopo qualche tentennamento, decide di accettare, a costo di ritornare a Scranton. Karen si confida con Jim, chiedendogli se sia una buona idea trasferirsi eventualmente a Scranton, e il ragazzo, nonostante un iniziale consiglio avverso, le suggerisce di accettare eventualmente il nuovo posto. Alle telecamere, poi, Karen confesserà di provare un certo interesse per Jim. Finalmente, anche a Michael e Dwight arriva la notizia del cambio di decisione della dirigenza, e i due se ne attribuiscono il merito. A Scranton, l'ufficio reagisce con gioia, Ryan, però, è costretto a ritornare con Kelly, mentre Pam si informa sul possibile ritorno di Jim.
- Altri interpreti: Andy Buckley (David Wallace)

## La fusione
- Titolo originale: The Merger
- Diretto da: Ken Whittingham
- Scritto da: Brent Forrester

### Trama
Michael e l'ufficio di Scranton sono pronti ad accogliere alcuni nuovi impiegati, provenienti dagli uffici di Stamford: Tony Gardner, Hannah Smoterich-Barr, Martin Nash, ma soprattutto Andy Bernard, Karen Filippelli e il «figliol prodigo» Jim Halpert. Entusiasta dell'arrivo di nuovo personale, Michael fa di tutto per dare una buona impressione di sé sui nuovi arrivati, e organizza un incontro di benvenuto per loro. Durante tale incontro, però, Tony finisce per sentirsi a disagio a causa della sua obesità, e l'impiegato decide di dimettersi dal proprio incarico, facendo adirare Michael che, di rimando, lo licenzia.
Nel frattempo, Pam vive inizialmente con entusiasmo il ritorno di Jim. Non tarda però ad accorgersi dei cambiamenti di Jim e del loro rapporto: la scrivania del collega è cambiata, e i due non possono più comunicare con facilità; Jim stesso si dimostra distaccato nei confronti della collega, che nota del tenero tra lui e Karen. A fine giornata, Jim cerca di spiegarle di aver cominciato a frequentare Karen, ma Pam si dice per nulla turbata e sottolinea che lei e Jim sono solamente amici.
- Altri interpreti: Wayne Wilderson (Martin Nash), Ursula Burton (Hannah Smoterich-Barr), Mike Bruner (Tony Gardner)

## La prigione
- Titolo originale: The Convict
- Diretto da: Jeffrey Blitz
- Scritto da: Ricky Gervais e Stephen Merchant

### Trama
Michael, Angela e Kevin scoprono che Martin, uno dei nuovi impiegati, è un ex-carcerato. Onde evitare pregiudizi, Michael decide di informare tutti i dipendenti della cosa, e ordina che non venga fatta alcuna discriminazione nei confronti di Martin: gli impiegati, contro ogni aspettativa, si dimostrano interessati all'esperienza del collega, e dai suoi racconti sui trascorsi in cella arrivano a credere che la vita in prigione sia preferibile a quella in ufficio. Infastidito, Michael tenta in ogni modo di far cambiare idea ai suoi lavoratori, invano: l'esasperazione lo porta a rinchiuderli tutti nella sala conferenze, e solo grazie a Toby gli impiegati riusciranno a farsi liberare. Tali eventi inducono Martin a dimettersi e ad abbandonare l'ufficio.
Intanto, Andy chiede consiglio a Jim sulle donne dell'ufficio, intenzionato a flirtare con loro. Quando Andy domanda di Pam, Jim, cogliendo la palla al balzo, lo esorta a farsi avanti, consigliandogli tuttavia i peggiori espedienti per far colpo. Pur scoperto da Pam, la ragazza è divertita dallo scherzo di Jim, e la messinscena continua.

## La festa di Natale
- Titolo originale: A Benihana Christmas (1) e (2)
- Diretto da: Harold Ramis
- Scritto da: Jennifer Celotta

### Trama
Michael programma di invitare la sua compagna, Carol, in Giamaica per il periodo natalizio, avendo prenotato una vacanza per due presso un resort della Sandals. Carol arriva tuttavia in ufficio con l'intenzione di rompere con Michael, esasperata dai suoi continui comportamenti ambigui, facendolo così cadere in una profonda tristezza. Per consolarlo, Andy trascina lui, Dwight e Jim in un ristorante cinese, dove Michael non solo si rallegra, ma riesce anche a far colpo su una cameriera, e altrettanto fa Andy. Il gruppo rientra così in ufficio, dove tuttavia li attende una situazione ambigua.
In ufficio, infatti, il party planning committee, capeggiato da Angela, sta organizzando l'annuale party natalizio. La donna, tuttavia, si dimostra inflessibile di fronte alle proposte di Karen, che viene così allontanata dalla riunione. Di fronte al comportamento sgarbato di Angela, Pam, nel tentativo di legare con Karen, decide di organizzare con la collega un party collaterale, seguendo le proprie idee anziché assecondare quelle di Angela, decisa a proporre un party a tema Schiaccianoci. Al momento dell'inizio delle celebrazioni, Kevin, Phyllis e Hannah sono gli unici a non disertare la festa di Angela in favore di quella di Pam e Karen, che la donna ha tentato in ogni modo di sabotare, invano. Di fronte alla tristezza di Angela, la cui festa è stata disdegnata persino da Dwight, le due ragazze decidono infine di unire i due party.
Nel divertimento generale, Michael si sente sempre più infatuato dalla cameriera, che però stenta a distinguere dalla ragazza che Andy ha portato a sua volta alla festa. Dopo aver scoperto la vera età della cameriera, una ragazzina, Jim fa comprendere a Michael che egli sta solamente cercando di ignorare il pensiero della ragazza di cui è veramente innamorato. A sorpresa, alla fine della festa, Michael ottiene la disponibilità di un ignoto interlocutore per la vacanza.
Tra Pam e Jim c'è ancora del distacco, e quando la ragazza propone a Jim uno scherzo da tendere a Dwight, il ragazzo rifiuta. Terminata la serata, tuttavia, Jim ritorna sui suoi passi, e spiega a Pam il nuovo modus operandi.

## Rientro dalle vacanze
- Titolo originale: Back from Vacation
- Diretto da: Julian Farino
- Scritto da: Justin Spitzer

### Trama
Michael è appena rientrato dalla vacanza in Giamaica, ma ha ancora in mente il divertimento vissuto sull'isola, e si disinteressa degli accadimenti d'ufficio, come le dimissioni di Hannah. Michael invita così i propri dipendenti a guardare le fotografie della vacanza, e inavvertitamente rivela attraverso una fotografia di essere andato in vacanza con Jan. La situazione ingalluzzisce lo stesso Michael, che, nel tentativo di mandare via email la fotografia a Todd Packer, la spedisce a Darryl, che a sua volta la inoltra a tutti i propri contatti, diffondendo la notizia a macchia d'olio. Michael, cui Jan aveva chiesto la massima riservatezza, precipita nel panico, ma, quando Jan fa visita al suo ufficio, si rende conto che la donna non è a conoscenza della fuga di notizie: i due discutono sul loro trascorso, e si accordano per tentare di intraprendere una relazione.
Karen e Jim, nel frattempo, vivono un momento di gelo, dal momento che Jim si è detto a disagio nell'evenienza in cui Karen si fosse trasferita a pochi passi dalla sua abitazione. Pam, notando dei dissapori tra i due, offre il proprio supporto a Jim, e gli consiglia di non farsi prendere dall'agitazione. Karen e Jim riescono infine a risolvere la questione, e la donna decide di ringraziare personalmente Pam, che si dice di rimando contenta per la coppia. Tuttavia, poco dopo Dwight e le telecamere sorprendono Pam in preda a una crisi di pianto.

## Le vendite
- Titolo originale: Traveling Salesmen
- Diretto da: Greg Daniels
- Scritto da: Lee Esienberg, Gene Stupnitsky e Michael Schur

### Trama
Michael organizza la Amazing Race, una competizione a coppie in cui vinceranno i venditori che concluderanno prima l'affare. Si formano così le seguenti coppie: Phyllis e Karen, Ryan e Stanley, Michael e Andy, Dwight e Jim. Ciascuna delle coppie vive la competizione in modo differente: Phyllis e Karen decidono di passare presso un salone di bellezza; Ryan, invece, cerca di approfittare della situazione per farsi le ossa, finendo tuttavia per esser deriso da Stanley; Andy, intimorito dalla "caduta di teste" dei suoi ex-colleghi, cerca di aggraziarsi Michael, a scapito di Dwight, ritraendolo come un sabotatore; Dwight e Jim, invece, ritornano a fare coppia dopo diverso tempo, e dimostrano un'inaspettata intesa nella conduzione del proprio affare, che concludono velocemente con successo.
Nel frattempo, in ufficio Angela chiede consulenza a Pam: la donna si è infatti dimenticata di far recapitare il modulo per le tasse degli impiegati di Scranton alla sede centrale della Dunder-Mifflin, e ha chiesto a Dwight di occuparsene. Dwight si è recato a New York agendo in segretezza, e, non potendo rendere pubblica la sua relazione con Angela, non ha rivelato nulla a Michael, che, ritenendo che il dipendente stia tramando un nuovo complotto a suo danno, gli ordina di rivelare se le cose stanno davvero così, pena il licenziamento. Dwight sceglie il silenzio, e si dimette dalla Dunder Mifflin. Uscendo dall'ufficio, abbraccia commosso Jim, che stava rientrando con Karen.
Intanto, Jim confessa a Karen di aver provato in passato dei sentimenti per Pam, ma di averli accantonati una volta conosciuta Karen.

## A volte tornano
- Titolo originale: The Return
- Diretto da: Greg Daniels
- Scritto da: Lee Esienberg, Gene Stupnitsky e Michael Schur

### Trama
Dopo la dipartita di Dwight, Andy ne ha preso il posto all'interno degli uffici di Scranton, e per continuare ad assicurarsi il posto di lavoro asseconda in continuazione Michael, dimostrandosi uno yes man. I suoi comportamenti finiscono per snervare alcuni impiegati, tra cui Jim, che si accorda con Pam per tendergli uno scherzo, nascondendo il suo cellulare. Torna nel frattempo in ufficio Oscar Martinez, e i colleghi decidono di organizzargli una festa di buon rientro. Anche Michael nota l'atteggiamento insopportabile di Andy, e arriva pian piano a pentirsi del licenziamento di Dwight. Angela, sentendosi in colpa per quanto successo al proprio compagno, chiede a Michael di riassumerlo, così il manager va alla ricerca dell'ex-impiegato, che ha nel frattempo trovato lavoro presso un mall. Sentendo le scuse del proprio capo, Dwight decide di ritornare alla Dunder-Mifflin.
Lo scherzo di Jim e Pam, intanto, prosegue senza sosta, portando all'esasperazione Andy, che finisce per sfondare con un pugno un muro dell'ufficio. Colto da Karen a passare fin troppo tempo con Pam, Jim ammetterà di provare ancora qualcosa per la segretaria.

## Benjamin Franklin
- Titolo originale: Ben Franklin
- Diretto da: Randall Einhord
- Scritto da: Mindy Kaling

### Trama
In ufficio si stanno ultimando i preparativi in vista del matrimonio tra Phyllis e Bob Vance. Michael, esaltato dalla situazione, organizza sia l'addio al nubilato di Phyllis sia quello al celibato di Bob. Su consiglio di Todd Packer, Michael pianifica di assoldare degli spogliarellisti: per le donne, affida l'incarico a Jim, che si rivolge a un'agenzia per scolaresche e assume un imitatore di Benjamin Franklin, che finirà per flirtare con Pam; per gli uomini, Dwight e Jim assumono una stripper. Alla festa di addio al celibato, tuttavia, Bob rifiuterà lo spettacolo della spogliarellista, che lo eseguirà quindi per Michael, il quale tuttavia si sentirà a tal punto in colpa da voler confessare il tutto a Jan.
Nel frattanto, Karen spiega alle telecamere di star affrontando con Jim i problemi di coppia, a scapito delle loro ore di sonno. Pam, approfittando della situazione, cerca di flirtare con Jim, risultando però impacciata, e optando per farlo ingelosire.

## Il matrimonio di Phyllis
- Titolo originale: Phyllis' Wedding
- Diretto da: Ken Whittingham
- Scritto da: Caroline Williams

### Trama
È il giorno del matrimonio di Phyllis, e tutti i lavoratori dell'ufficio, Michael compreso, sono stati invitati alla cerimonia. In particolare, Michael è particolarmente galvanizzato dall'atmosfera, e desidera lasciare il proprio segno nella cerimonia, offrendosi per accompagnare il padre della sposa all'altare. Di fronte al miracoloso recupero dell'uso delle gambe dell'uomo, Michael reagisce in malo modo, e pur di ricevere attenzioni arriva a comportarsi in modo sgarbato nei confronti della coppia, che decide di escluderlo dai festeggiamenti.
Anche Pam è presente, e la ragazza non tarda ad accorgersi che l'intera cerimonia è stata organizzata e concepita sulla falsariga del suo progetto di nozze con Roy. Scocciata e impensierita, Pam si consola con alcuni momenti di dolcezza con Jim, che comincia ad avere qualche ripensamento sulla loro situazione. Pam, tuttavia, non può ignorare la presenza di Karen, pertanto finisce per abbandonare la festa con Roy: alla vista di ciò, Jim ritorna sui propri passi.

## Scuola commerciale
- Titolo originale: Business School
- Diretto da: Joss Whedon
- Scritto da: Brent Forrester

### Trama
Ryan invita Michael a tenere una lezione presso la sua business school. Michael, intenzionato a fare bella figura, si dimostra ben presto impreparato alle domande degli studenti. In ufficio, invece, Dwight è alle prese con un pipistrello intrappolato nel condotto d'aria: una volta liberato, Dwight fatica a catturarlo anche a causa del marasma generatosi, e del quale Jim decide di approfittare, fingendo di essere stato morso dal volatile e inscenando una progressiva mutazione in vampiro.
Nel frattempo, Pam è tornata a frequentare Roy. La ragazza ha inoltre in programma di partecipare a una mostra per artisti emergenti, e decide di invitare i colleghi d'ufficio all'esposizione: delusa dalla presenza dei soli Oscar e Roy, che non dimostrano il minimo apprezzamento per i lavori di Pam, la ragazza è pronta a smantellare la sua esposizione, quando però arriva a sorpresa Michael, che si congratula con Pam e decide di acquistare un suo dipinto dell'edificio della Dunder-Mifflin.

## Cocktail party
- Titolo originale: Cocktails
- Diretto da: J. J. Abrams
- Scritto da: Paul Lieberstein

### Trama
Michael, Dwight, Jim e Karen escono anticipatamente d'ufficio per partecipare a un cocktail party organizzato dal CFO della Dunder-Mifflin, al quale Michael e Jan si presenteranno per la prima volta come una coppia: Jan ha così portato con sé i documenti da siglare per poterli poi consegnare alle Risorse Umane, così da legittimare la relazione con un suo sottoposto. Alla festa, tuttavia, Michael comincia a provare i primi dubbi sul rapporto con Jan.
In ufficio, intanto, alcuni colleghi stanno organizzando un'uscita di gruppo al pub. Pam riesce a fatica a portare con sé Roy, che dimostra di voler migliorare se stesso per il bene della relazione con Pam. A fine serata, Pam si convince della buona fede del compagno, così decide di confessare il trascorso avuto con Jim, mandando però Roy su tutte le furie, e rompendo definitivamente con lui.

## La trattativa
- Titolo originale: The Negotiation
- Diretto da: Jeffrey Blitz
- Scritto da: Michael Schur

### Trama
Infuriato per le confessioni di Pam, Roy irrompe negli uffici di Scranton, e tenta di aggredire Jim: un pronto intervento di Dwight consente però all'impiegato di uscirne illeso. Il gesto eroico di Dwight gesta scalpore, e Angela ne è colpita più di tutti, al punto da farsi più volte raccontare dai colleghi le dinamiche dell'accaduto, mentre Jim cerca in ogni modo possibile di ringraziare Dwight, trovando però l'opposizione di quest'ultimo. Licenziato dall'azienda, Roy chiede successivamente a Pam di chiarire la questione, ma resta stupefatto nello scoprire che la ragazza non intende tentare un approccio con Jim.
Nel frattempo, Michael è alle prese con Darryl, che chiede un aumento di stipendio che il manager non intende concedere. Pur tentando di mantenere il controllo della situazione, Michael scopre di avere una paga molto simile a quella del magazziniere, e si fa così convincere da Darryl a chiedere anch'egli un aumento. I due si recano quindi a New York, accompagnati da Toby, per un confronto con Jan, che concederà infine l'aumento di salario.

## Missione sicurezza
- Titolo originale: Safety Training
- Diretto da: Harold Ramis
- Scritto da: B. J. Novak

### Trama
La Dunder-Mifflin di Scranton ha organizzato una giornata dedicata alla sicurezza sul lavoro, dopo che Michael ha procurato un infortunio a Darryl: lo stesso manager intende tuttavia dimostrare che la vita d'ufficio può essere più pericolosa del lavoro manuale da magazzino, e decide di dare una prova dei problemi legati alla depressione, inscenando, con la complicità di Dwight, un tentato suicidio. Quando i lavoratori scoprono che Michael intende gettarsi dal tetto dell'edificio per dare una dimostrazione della gravità della depressione, devono darsi da fare per evitare che la situazione precipiti.
Nel frattempo, Andy è tornato in ufficio dal suo corso sulla gestione della rabbia, che lo ha portato a cambiare atteggiamento, tanto da farsi ora chiamare Drew. Jim, tuttavia, continua a stuzzicarlo.

## Fumetti scabrosi
- Titolo originale: Product Recall
- Diretto da: Randall Einhorn
- Scritto da: Justin Spitzer e Brent Forrester

### Trama
L'ufficio sta venendo bombardato dalle proteste della clientela, dopo che 500 scatoloni di fogli recanti un disegno scabroso sono stati messi in circolazione. Il problema grava su Creed, che ricopre il ruolo di responsabile del controllo di qualità: l'uomo, per salvarsi dal licenziamento, cerca di incastrare attraverso falsa testimonianza una lavoratrice della cartiera produttrice, che viene quindi licenziata al posto di Creed. Contestualmente, Michael incarica Kelly di addestrare il personale ad affrontare i clienti adirati, e manda Jim e Andy a recuperare il prodotto incriminato presso una scuola, dove Andy scopre che la sua ragazza è ancora una studentessa.
In ufficio, tuttavia, si presenta Barbara, una dei tanti clienti furibondi, che chiede le dimissioni di Michael come forma di scuse. Michael rifiuta categoricamente tale soluzione, e per non peggiorare la situazione decide di registrare un video ufficiale di scuse.

## Capire le donne
- Titolo originale: Women's Appreciation
- Diretto da: Tucker Gates
- Scritto da: Gene Stupnitsky e Lee Eisenberg

### Trama
Phyllis è vittima delle molestie di uno sconosciuto, colpevole di aver volontariamente esposto il proprio membro alla sua vista. L'unico a non prendere la questione seriamente è Michael, che anzi trova il tutto divertente, venendo pertanto criticato dai suoi dipendenti. Per dimostrare di non essere insensibile al problema, Michael organizza un'uscita con tutte le donne dell'ufficio al centro commerciale: a pranzo, Michael confessa alle impiegate di essere insoddisfatto della relazione con Jan, così le colleghe lo invitano a lasciarla. Sfortunatamente, Michael decide di rompere con la sua superiore proprio quando Jan sta arrivando a Scranton per passare del tempo con il manager.
Nel frattempo, Dwight si dà da fare per scovare il responsabile dell'aggressione, e prende cautele esagerate. Pam, stizzita dall'atteggiamento di Dwight, decide di aiutare Dwight cercando di disegnare il volto dell'aggressore, finendo però per disegnare un volto non troppo camuffato di Dwight. Mentre Dwight e Andy appendono volantini per la città, gli uomini, rimasti soli in ufficio, scoprono i privilegi del bagno delle donne.

## L'erede
- Titolo originale: Beach Games
- Diretto da: Harold Ramis
- Scritto da: Jennifer Celotta e Greg Daniels

### Trama
Dopo aver saputo da Wallace che Michael potrebbe avere la possibilità di ottenere un nuovo impiego a New York, il manager organizza l'annuale gita d'ufficio in spiaggia, per decidere quale dei suoi impiegati abbia la stoffa per susseguirlo alla guida della sede di Scranton. Così, la giornata in spiaggia viene trasformata in una serie di gare a squadre, e quando Michael rivela la posta in palio, alcuni degli impiegati si fanno cogliere dalla competitività, al punto da arrivare ad azioni di sabotaggio, come nel caso di Dwight e Angela nei confronti di Andy. Jim e Karen, invece, contattano Wallace e chiedono di poter essere presi anch'essi in considerazione per il posto di lavoro a New York.
L'ultima prova della giornata consiste nella camminata sui carboni ardenti. Dwight è l'unico dei concorrenti ad avere il coraggio di tentare la sorte, con risultati disastrosi. Pam, nel frattempo, è stata esclusa a priori dalla competizione, e, stizzita dal comportamento di Michael, decide di camminare sui carboni ardenti. Esaltata dal successo, decide di sfogarsi sui colleghi, dicendosi stufa della considerazione che gli altri hanno di lei, e ammettendo pubblicamente di provare qualcosa per Jim, pur sapendo che persino il loro rapporto di amicizia è irrecuperabile.

## Il colloquio / L'assunzione
- Titolo originale: The Job (1) e (2)
- Diretto da: Ken Kwapis
- Scritto da: Paul Lieberstein e Michael Schur

### Trama
Negli uffici di Scranton soffia il vento del cambiamento: Michael, dopo aver insignito Dwight del ruolo di successore come regional manager, sta compiendo il giro di saluti, pronto ad assumere un nuovo incarico a New York, per il quale si candidano anche Jim e Karen. A sorpresa, tuttavia, in ufficio si presenta Jan, volenterosa di recuperare il rapporto con Michael: nonostante i consigli delle sue dipendenti, il manager decide di tornare con Jan, a causa del suo seno rifatto.
Jim e Karen abbandonano prematuramente l'ufficio, per passare la notte a New York. Il loro rapporto sembra sereno, ma lo sfogo di Pam in spiaggia, oltre a riportare la serenità nel rapporto tra lei e Jim, ha messo Karen in uno stato d'allarme, tanto che la donna vuole che Jim si trasferisca a New York con lei, qualora fosse Karen a ricevere il lavoro. Negli uffici di Scranton, intanto, Dwight ha scelto Andy come suo braccio destro, e ha cominciato a stabilire le nuove regole, dimostrandosi per certi versi un leader totalitarista.
Intanto, a New York, Michael, Jim e Karen sono in attesa di svolgere il proprio colloquio: il primo a essere intervistato è Michael, che viene a scoprire su due piedi che l'impiego per cui si è candidato è quello di Jan, che invece verrà licenziata. Ciò manda su tutte le ire la donna, che, esasperata, lascia in malo modo l'ufficio, bruciando peraltro le possibilità di assunzione di Michael, che è quindi costretto a ritornare a Scranton, e revocando pertanto la carica di regional manager a Dwight. Al proprio colloquio, invece, Jim si mette subito sotto una buona luce, ma ha un momento di esitazione quando, tra i suoi documenti, trova un biglietto di incoraggiamento di Pam, assieme a una delle medaglie delle Olimpiadi d'ufficio.
Nel corso della giornata, Pam si ritrova spesso a parlare di fronte alle telecamere, soprattutto in riferimento a quanto accaduto con Jim: si dice dispiaciuta del naufragio dell'amicizia con Jim, per il cui futuro è fiduciosa, e spiega di come i due abbiano finalmente chiarito tutto in spiaggia. Mentre confessa le proprie sensazioni alla telecamera, viene interrotta proprio da Jim, che ha deciso di abbandonare il colloquio per tornare a Scranton, e chiedere finalmente a Pam un appuntamento.
In chiusura di puntata, Wallace viene inquadrato mentre parla al telefono con il candidato scelto infine per ricoprire l'incarico di Jan: un'altra telecamera mostra che tale candidato è, a sorpresa, Ryan.